# Catocala calphurnia
Catocala calphurnia là một loài bướm đêm trong họ Erebidae.